# Notoniscus helmsii
Notoniscus helmsii är en kräftdjursart som först beskrevs av Charles Chilton 1901.  Notoniscus helmsii ingår i släktet Notoniscus och familjen Styloniscidae. Inga underarter finns listade i Catalogue of Life.